# 제9회 홍콩 영화 금상장
제9회 홍콩 영화 금상장의 시상식에 관한 내용이다.

## 수상 및 후보

### 작품상
- 비월황혼 - 장지량 수상
- 팔냥금 - 장완정
- 양말을 벗지 않는 여인 - 천요우
- 우견아랑 - 두기봉
- 첩혈쌍웅 - 오우삼

### 감독상
- 첩혈쌍웅 - 오우삼 수상
- 비월황혼 - 장지량
- 우견아랑 - 두기봉
- 양말을 벗지 않는 여인 - 천요우
- 팔냥금 - 장완정

### 각본상
- 비월황혼 - 장지량 외 수상
- 우견아랑 - 정충태 외
- 양말을 벗지 않는 여인 - 천요우
- 첩혈쌍웅 - 오우삼
- 사랑과 우정 - Wang Fung Lip 외
- 팔냥금 - 장완정

### 남우주연상
- 우견아랑 - 주윤발 수상
- 미라클 - 성룡
- 비월황혼 - 오요한
- 팔냥금 - 홍금보
- 도신 - 정전자 - 주윤발
- 합가환 - 미스터 코코낫 - 허관문

### 여우주연상
- 양말을 벗지 않는 여인 - 장만옥 수상
- 비월황혼 - 풍보보
- 팔냥금 - 실비아 창
- 우견아랑 - 실비아 창
- 복수의 만가 - 오가려
- 혈의 천사 - 류자링

### 남우조연상
- 살수호접몽 - 양조위 수상
- 첩혈쌍웅 - 주강
- 애인동지 - 성규안
- 우견아랑 - 황곤현

### 여우조연상
- 비월황혼 - 엽동 수상
- 경천대모살 - 왕소봉
- 복수의 만가 - 임건명
- 삼랑기안 - 상천아
- 양말을 벗지 않는 여인 - 고미화

### 신인상
- 단원인장구 - 강화 수상
- 비월황혼 - Chi Wai Law
- 반금련 - 단립문
- 우견아랑 - 황곤현
- 지존무상 - 용방

### 촬영상
- 양말을 벗지 않는 여인 - 포덕희 수상
- 팔냥금 - 황중표
- 첩혈쌍웅 - 포덕희
- 급동기협 - 반항생
- 혈의 천사 - 크리스토퍼 도일

### 편집상
- 첩혈쌍웅 - Kung Wing Fan 수상
- 복수의 만가 - Chi Hung Wong
- 급동기협 - Hung Poon
- 미라클 - 장요종
- 살수호접몽 - 장국권

### 미술상
- 양말을 벗지 않는 여인 - Wai Yung Szeto 수상
- 비월황혼 - Yank Wong
- 미라클 - 마판차오
- 영웅본색 3 - 육자봉

### 무술감독상
- 미라클 - 성가반 수상
- 급동기협 - 홍가반 외
- 군룡희봉 - 원진양 외

### 영화음악상
- 팔냥금 - Tai-Yau Law 외 수상
- 영웅본색 3 - Lowell Lo
- 우견아랑 - Tai-Yau Law 외

### 주제가상
- 군룡희봉 - 빙저애 수상
- 팔냥금
- 흑사회
- 우견아랑
- The Black Wall